# Barão de Fragosela
Barão de Fragosela é um título nobiliárquico criado por D. Carlos I de Portugal, por Decreto de 23 de Março de 1903, em favor de Ambrosina Olímpia Pereira de Loureiro.
Titulares
1. Ambrosina Olímpia Pereira de Loureiro, 1.ª Baronesa de Fragosela.